# 張碩元
張 碩元（チャン ソグォン、朝鮮語: 장석원、1989年8月11日 - ）は、大韓民国出身のプロサッカー選手。ポジションはDF。

## 来歴
豊生高等学校を卒業後、檀国大学校に進学。大学在学中の2009年には、水原コンチネンタルカップに出場する韓国U-20代表メンバーや、U-20ワールドカップの代表メンバーに選出された。
2010年に城南一和天馬へ入団。初出場を果たしたのは5月8日に開催された全南ドラゴンズとの試合で、2-0とリードしていた後半35分に途中投入され、プロデビューを飾った。9月にはアジア競技大会サッカー競技に出場するU-23韓国代表として選出され、チームの銅メダル獲得に貢献。2012年には、2年間の兵役に服するために軍のチームである尚州尚武FCへ移籍し、兵役を終えた2014年からは再び城南FCへ復帰した。
2017年、初の海外挑戦として、デビュー以来在籍していた城南FCを離れ、J2に所属するファジアーノ岡山FCへ完全移籍で加入した。同年10月14日の水戸ホーリーホック戦でリーグ戦初出場を果たしたが同月26日の練習中に負傷し、リーグ戦出場は2試合のみだった。同シーズン限りで契約満了に伴い退団した。
2019年2月17日、マレーシアのムラカ・ユナイテッドSAに加入。
2021年12月16日、ケダ・ダルル・アマンFCに移籍。

## 個人成績
| 国内大会個人成績 | 国内大会個人成績 | 国内大会個人成績 | 国内大会個人成績    | 国内大会個人成績 | 国内大会個人成績 | 国内大会個人成績 | 国内大会個人成績 | 国内大会個人成績 | 国内大会個人成績 | 国内大会個人成績 | 国内大会個人成績 |
| 年度             | クラブ           | 背番号           | リーグ              | リーグ戦         | リーグ戦         | リーグ杯         | リーグ杯         | オープン杯       | オープン杯       | 期間通算         | 期間通算         |
| 年度             | クラブ           | 背番号           | リーグ              | 出場             | 得点             | 出場             | 得点             | 出場             | 得点             | 出場             | 得点             |
| 韓国             | 韓国             | 韓国             | 韓国                | リーグ戦         | リーグ戦         | リーグ杯         | リーグ杯         | FA杯             | FA杯             | 期間通算         | 期間通算         |
| ---------------- | ---------------- | ---------------- | ------------------- | ---------------- | ---------------- | ---------------- | ---------------- | ---------------- | ---------------- | ---------------- | ---------------- |
| 2010             | 城南一和天馬     |                  | Kリーグ             | 3                | 0                | -                | -                | 0                | 0                | 3                | 0                |
| 2011             | 城南一和天馬     |                  | Kリーグ             | 0                | 0                | -                | -                | 1                | 0                | 1                | 0                |
| 2012             | 尚州尚武         |                  | Kリーグ             | 2                | 0                | -                | -                | 0                | 0                | 2                | 0                |
| 2013             | 尚州尚武         |                  | Kチャレンジ         | 0                | 0                | -                | -                | 0                | 0                | 0                | 0                |
| 2014             | 城南FC           | 24               | Kクラシック         | 20               | 0                | -                | -                | 2                | 0                | 22               | 0                |
| 2015             | 城南FC           | 24               | Kクラシック         | 18               | 0                | -                | -                | 2                | 0                | 20               | 0                |
| 2016             | 城南FC           | 24               | Kクラシック         | 14               | 0                | -                | -                | 2                | 0                | 16               | 0                |
| 日本             | 日本             | 日本             | 日本                | リーグ戦         | リーグ戦         | リーグ杯         | リーグ杯         | 天皇杯           | 天皇杯           | 期間通算         | 期間通算         |
| 2017             | 岡山             | 33               | J2                  | 2                | 0                | -                | -                | 2                | 0                | 4                | 0                |
| 通算             | 韓国             | 韓国             | Kリーグ/Kクラシック | 55               | 0                | -                | -                | 7                | 0                | 62               | 0                |
| 通算             | 韓国             | 韓国             | Kチャレンジ         | 2                | 0                | -                | -                | 0                | 0                | 2                | 0                |
| 通算             | 日本             | 日本             | J2                  | 2                | 0                | -                | -                | 2                | 0                | 4                | 0                |
| 総通算           | 総通算           | 総通算           | 総通算              | 59               | 0                | -                | -                | 9                | 0                | 68               | 0                |

## 代表歴
- U-20韓国代表
  - 2009年 水原コンチネンタルカップ（優勝）、FIFA U-20ワールドカップ（ベスト8）
- U-23韓国代表
  - 2010年 アジア競技大会サッカー競技（3位）

## タイトル

### クラブ
城南FC
- FAカップ:1回（2014年）